# Ángel Santiago
Ángel Santiago del Valle (Santurce, 3 luglio 1956) è un ex cestista portoricano.

## Carriera
Con Porto Rico ha disputato i Campionati del mondo del 1978, due edizioni dei Campionati americani (1980, 1984) e due dei Giochi panamericani (San Juan 1979, Indianapolis 1987).